# Bischofswiesen
Bischofswiesen es un municipio situado en el distrito de Comarca de Berchtesgaden, en el estado federado de Baviera (Alemania). Tiene una población estimada, a finales de 2020, de 7280 habitantes.
Está ubicado al sureste del estado, en la región de Alta Baviera, cerca de la frontera con Austria.

## Turismo
El turismo es hoy la principal actividad económica del municipio. Entre los principales atractivos de la localidad están el centro de esquí Aschauerweiher, con aproximadamente 20 km de pistas; la estación de esquí de Götschen, y más de 120 km de rutas de senderismo de invierno.